# Kbsp wz.38M
Самозарядная винтовка Kbsp wz.38M Model 38M (пол. Karabin samopowtarzalny wzór 38M) — прототип польской самозарядной винтовки калибра 7.92-мм, применявшаяся Польской армией во время вторжения в Польшу 1939 года.

## История
Винтовка была спроектирована польским инженером Юзефом Марошеком (1904—1985). Он был известен главным образом как конструктор польской противотанкового ружья wz.1935. Марошек был одним из трех победителей конкурса на создание самозарядной винтовки для польской армии 1934 года. Несколько прототипов и опытных образцов его винтовки были изготовлены с 1936 по 1938 год. После получения одобрения польской армии в 1938 году началось мелкосерийное производство. Считается, что до немецкого вторжения в Польшу было произведено около 150 винтовок этой модели. Под немецкой оккупацией производство не возобновлялось. Винтовки wz.38M выпускались предприятиями Zbrojownia Nr. 2 (Арсенал № 2) в Варшаве (в районе Прага). Производство стволов осуществлялось на Государственной стрелковой фабрике (Panstwowa Fabryka Karabinow) в Варшаве.
Наибольший серийный номер — 1054 (предполагается, что нумерация начинается с «1001», не считая прототипов и опытных образцов). Массовое производство винтовок планировалось развернуть на заводе Радом.. Однако неясно, успели ли запустить производство на заводе Радом до немецкого вторжения (все сохранившиеся примеры имеют маркировку «Zbr.2»).

## Конструкция

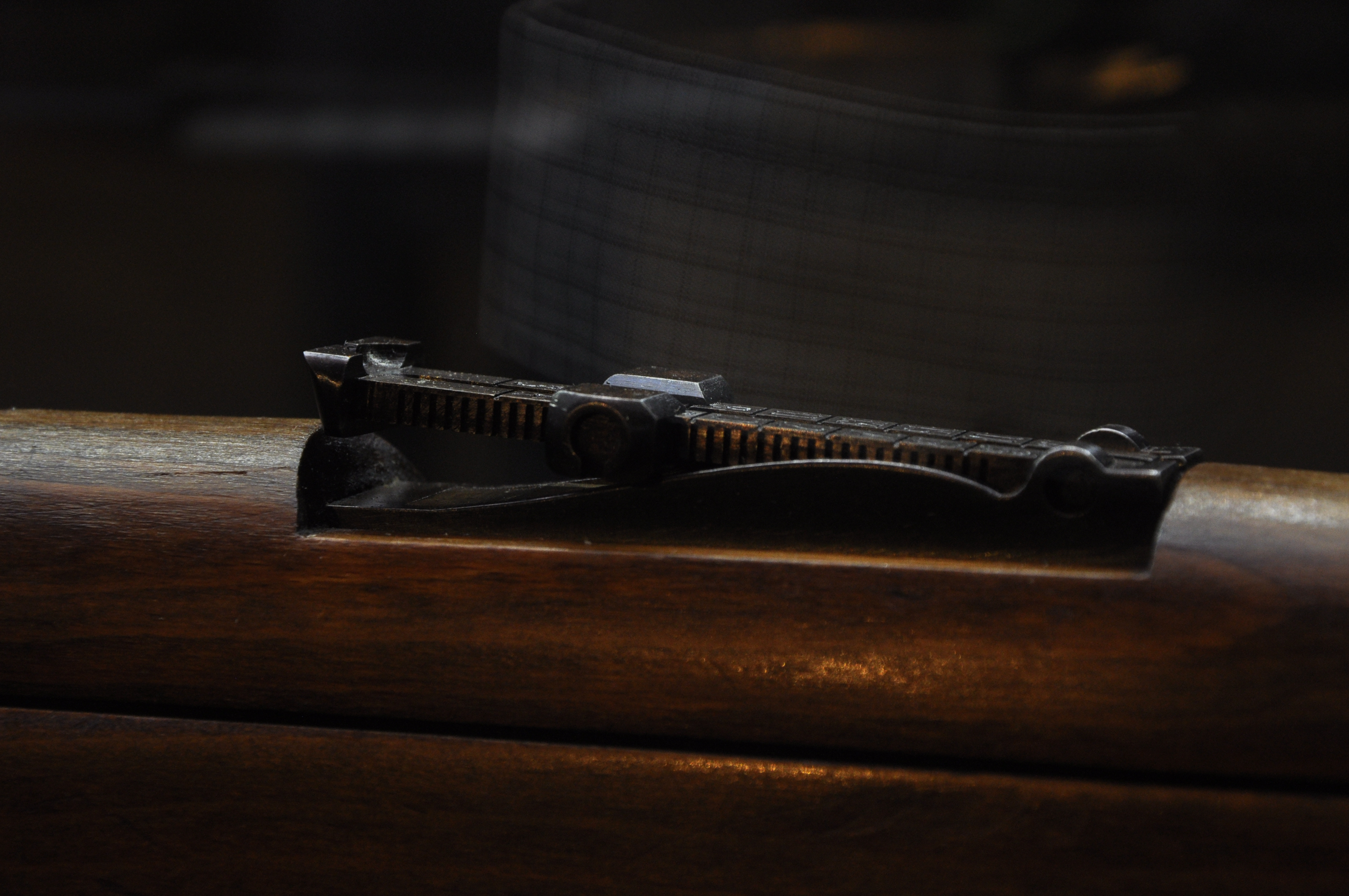
Прицел wz.38M крупным планом.

Винтовка работает по принципу отвода пороховых газов. Газоотводная трубка размещена под стволом. Винтовка использовала систему Браунинга/Петтера, в которой затвор наклоняется до упора; в случае Kbsp wz.1938M, против передней кромки отверстия выброса/зарядки в верхней части приемника. Винтовка имела 10-зарядный встроенный магазин, заряжаемый обоймами от винтовки wz.29. Предохранитель расположен с правой стороны приемника, чуть выше спускового крючка. Kbsp wz.1938M использовала идентичный винтовке wz.29 прицел, с разметкой от 300 до 2000 м. Крепление для штыка было рассчитано на установку штыка-ножа от винтовки wz.29. Ствол оснащался дульным тормозом для смягчения отдачи.
Конструкция wz.38M была простой и функциональной. Например, она состояла из нескольких секций, соединенных одним съемным стальным штифтом и, таким образом, могла быть быстро разобрана.

## Применение
Существует только один известный пример военного использования этой винтовки, причём использовал её сам же Марошек. Во время эвакуации персонала Военно-технологического института (Instytut Techniki Uzbrojenia), поезд, в котором они ехали, подвергся вблизи города Здолбунов атаке двух немецких военных самолётов, летевших на низкой высоте. Как утверждает в своих мемуарах Марошек, он продолжал стрелять в окно, в конечном итоге убив стрелка и ранив пилота одного из самолётов, заставив его приземлиться. Это событие подтвердили и другие пассажиры .
Кроме того, Марошек утверждал, что в 1940 году видел в оккупированной Варшаве группу немецких солдат, вооруженных винтовками wz.38M. Это, пожалуй, единственное свидетельство, что винтовки Марошека использовались немцами.

## Сохранившиеся экземпляры

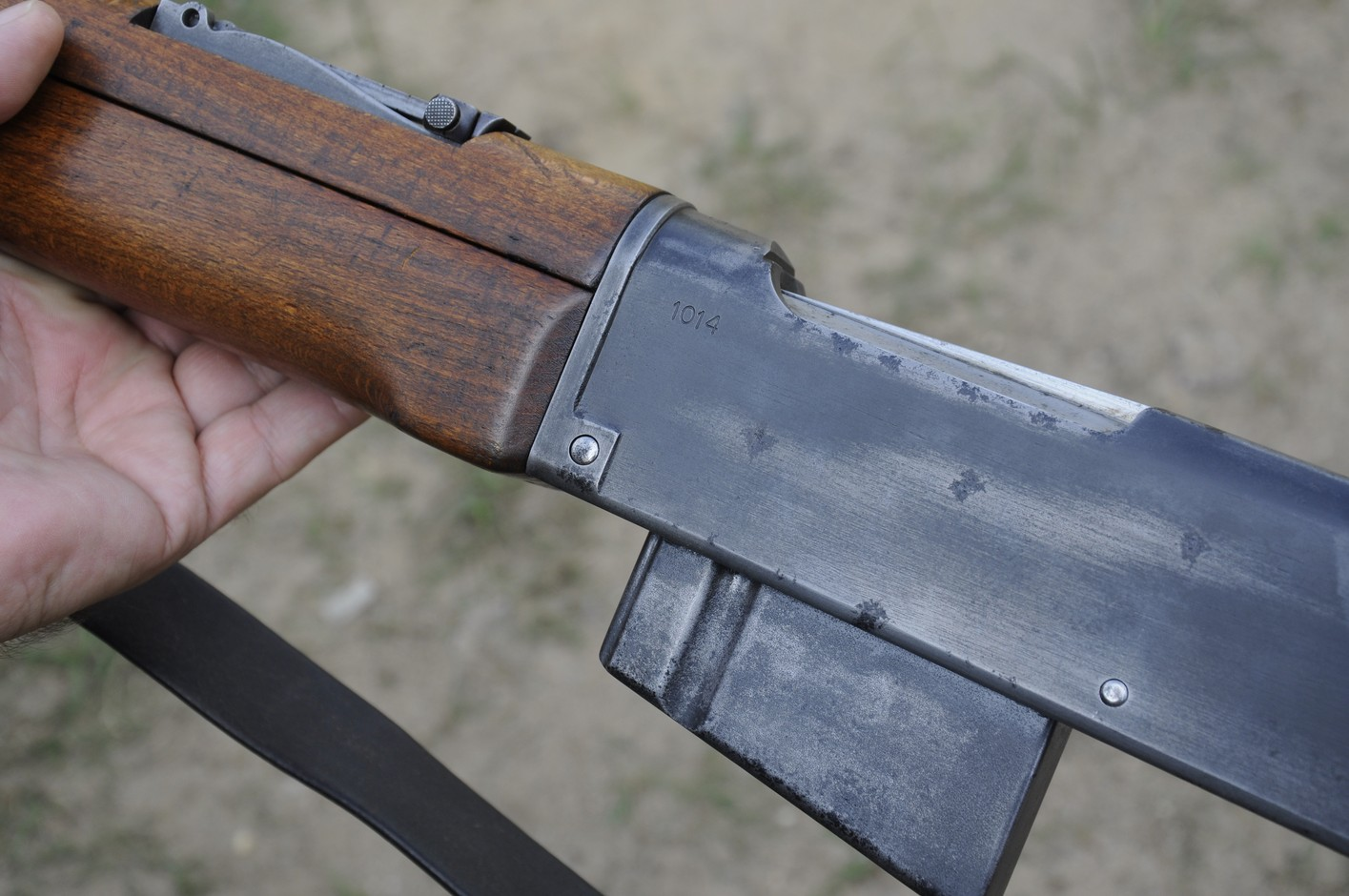
Винтовка Kbsp wz.38M с серийным номером 1014

После войны несколько экземпляров этой винтовки, как сообщается, были найдены в Польше, но как «неопознанные» они были уничтожены. В настоящее время существует шесть сохранившихся Kbsp wz. 38M (номера: 1017, 1019, 1027, 1030, 1048, 1054) . Две винтовки находится в частной коллекции в США (серийные номера 1017 и 1048), третья (деактивированная) в коллекции польского Музея армии в Варшаве (номер 1027, полученный в рамках музейного обмена с СССР), ещё одна в частной коллекции в Германии, одна в Центральном музее Вооруженных Сил в Москве (номер неизвестен) и ещё одна винтовка из частной коллекции из Фредериксберга в штате Виргиния под номером 1019 г. была выставлена на аукцион в марте 2013 года. В результате договора, заключенного между коллекционером и правительством Польши, данная винтовка была выкуплена за 25 000 долларов . В силу положений соглашения оружие стало собственностью Музея польской истории, который передал винтовку Музею Варшавского восстания. Винтовка под номером № 1019 прибыла в Польшу в апреле 2014.
В апреле 2017 года винтовка с номером 1048 была куплена на аукционе Министерством национальной обороны Польши за 69 000 долларов.